# さんふらわあ2
さんふらわあ2は、日本高速フェリーが運航したフェリー。後に大洋フェリー、関西汽船でも運航された。

## 概要
さんふらわあシリーズの2番船として川崎重工業神戸工場で建造され、1972年5月28日に名古屋 - 高知 - 鹿児島航路に就航した。進水時の船名はさんらいずだったが、先に就航した1番船のさんふらわあが人気だったため、さんふらわあ2に変更された。1番船さんふらわあと比較しドライバールームをベッド式にし旅客定員を減らし、煙突の前部にガスタービン発電機を装備したため若干太い煙突が採用するといった相違点があり、後にさんふらわあにも装備され同じ外観となった。
日本高速フェリーの親会社である照国海運の倒産により、運航体制が縮小され、1976年10月にさんふらわあに続いて本船も係船された。
1976年11月にさんふらわあと共に大洋フェリーに売却され、1977年3月に大阪 - 苅田航路に就航した。
1979年6月来島どっくで改装工事を実施、船尾両舷のランプが撤去され、屋外プールの屋根取り付けと温水プール化、展望レストランシアターの増設などが行われた。
さんふらわあと共に関西汽船のフェリーにしき丸、フェリーこがね丸と等価交換された後、1984年11月に来島どっくに売却された。関西汽船がチャータバックして、1984年12月から阪神 - 別府航路に就航した。
1997年12月、さんふらわあ あいぼりの就航により引退した。当初はさんふらわあが先に引退する予定であったが、台風の影響による欠航で配船が変更となり本船が先に引退した。
引退後は海外売船されフィリピンで就航した。

## 海水モニタリング調査
国立環境研究所が実施した東アジア海域海洋環境モニタリングプロジェクトにより、海水をくみ上げサンプリングを行うモニタリングシステムが本船に搭載され、1994年から引退まで観測が行われていた。本船の引退後はあいぼりが使用され、調査は2005年まで継続された。

## 事故・インシデント
運航阻害事件
- 1997年6月13日、伊予灘西部を航行中に主発電機2台が過回転で非常停止し1台のガバナ調整軸異常とバックアップのガスタービン発電機の不調が発生。自力航行するための電力節減が不十分により主機関連ポンプと運転可能台数が確かめられないまま主機が全て停止、引船2隻により目的地の別府港へ着岸した[5]。